# Stratos-Stausee
Der Stratos-Stausee (griechisch τεχνητή λίμνη Στράτου) ist der dritte von vier Stauseen im Verlauf des Flusses Acheloos. Er liegt in der Präfektur Ätolien-Akarnanien der Region Westgriechenland, nordnordwestlich der Stadt Agrinio und östlich der Ortschaft Stratos sowie südlich der Stadt Amfilochia. Südlich vom 1989 gebauten Stratos-Staudamm (griechisch φράγμα Στράτου) verläuft die Nationalstraße 5 (Europastraße 951) von Ioannina im Norden nach Arta, Agrinio und Messolongi im Süden.
Der Stauraum des Sees beträgt minimal 60 Millionen m³ und maximal 70,2 Millionen m³. Der Stausee wird primär zur Stromerzeugung genutzt; die installierte Leistung der vier Turbinen beträgt zusammen 150 MW. Auf dem Stausee selbst ist ein nationales Wasserski-Zentrum durch die Griechische Föderation für Wasserski eingerichtet.